# Épodes
Vous lisez un « article de qualité » labellisé en 2014.
Ne doit pas être confondu avec Épode ou E.P.O.D.E..
Les Épodes (en latin : Iambi ou Epodon liber) sont un recueil de dix-sept pièces du poète latin Horace, dédicacé à son protecteur et ami Mécène, paru vers 30 av. J.-C.. Composés en majorité sur des mètres iambiques, ces poèmes permettent à leur auteur d'invectiver ses ennemis sur des thèmes très variés, allant de la magie à la politique, en passant par la sexualité et la vie à la campagne, tout en faisant ses premières armes dans une poésie lyrique proche de l'élégie.
Le recueil est imité d'Archiloque, poète grec créateur du genre (VIIe siècle av. J.-C.), et de l'Alexandrin Callimaque de Cyrène (IIIe siècle av. J.-C.), ainsi que, dans une moindre mesure, de Catulle et des Bucoliques de Virgile. Pourtant, Horace renouvelle le genre en y introduisant des sujets romains ; il lance ses attaques contre les femmes en général, les vieilles lubriques et les magiciennes en particulier, dont la représentante est le personnage original de Canidie, mais aussi contre ses ennemis personnels. Le recueil s'inscrit également dans l'actualité des guerres civiles, célébrant la fin d'une période sanglante de désespoir à la bataille d'Actium que vient de remporter le futur Auguste, conspuant Cléopâtre l'orientale et le néopythagorisme.
Après les Épodes et le second livre des Satires paru presque en même temps, Horace quitte le registre moqueur et les sujets contemporains pour se tourner vers la poésie lyrique, plus intemporelle, des Odes ; il est d'ailleurs considéré comme le dernier iambographe. Le recueil est très peu imité par la suite, malgré quelques souvenirs présents chez Martial.

## Texte et contexte

### Histoire du texte
Il est bien difficile de dater la rédaction des Épodes, qui commence entre 44 et 42, et prend fin vers 31 av. J.-C.. Cette période correspond à des bouleversements nombreux dans l'Histoire romaine comme dans la vie d'Horace : Auguste bat Brutus et Cassius à la bataille de Philippes (42 av. J.-C.) ; Horace y est tribun militaire dans le camp des Libérateurs et fait partie des fuyards. Le futur empereur défait ensuite ses adversaires un à un : Lucius Antonius en 40, Sextus Pompée en 36 et enfin Marc Antoine à la bataille d'Actium (31 av. J.-C.). Horace, quant à lui, rentre à Rome vers 40 à l'occasion d'une amnistie, puis est introduit dans le cercle de Mécène par Virgile vers 38 av. J.-C. Les Épodes témoignent du changement d'attitude d'Horace à l'égard du futur empereur : les pièces les plus anciennes condamnent d'un même mouvement Antoine et Octave, quand les plus récentes montrent une réécriture de la bataille d'Actium en faveur de ce dernier.
Dans une satire datable de 33 av. J.-C., Horace affirme qu'il est en train d'aménager sa maison de campagne, et qu'il y fait venir les œuvres des poètes comiques et d'Archiloque. C'est de cette année qu'il faut certainement dater le désir de réunir les pièces inspirées de l'iambographe grec dans un recueil. Deuxième publication du poète après le premier livre des Satires, les Épodes correspondent pourtant au « premier mouvement de la vocation d'Horace ». De fait, l'épode XVI est certainement l'un des plus anciens poèmes composés par le poète.
La date de publication du recueil est difficile à déterminer, mais on la situe vers 30 av. J.-C..

### Titre
Le terme d’épode (grec ancien : ἐπῳδός) désigne un vers qui fait écho à un précédent vers, en général plus long. Par extension, le terme s'applique au distique inégal ainsi formé, puis au poème bâti sur ce distique, ce qui est le cas de tous les poèmes du recueil, à l'exception du dernier. Horace prétend avoir, le premier, adopté les mètres et le genre d'Archiloque en latin.
Horace utilise le titre d’Iambes (Iambi), que Catulle avait déjà utilisé, en référence au pied employé, ainsi qu'à la tonalité agressive qui lui est associée. Le titre Épodes (Epodon liber) ne lui est attribué que dans l'Antiquité tardive, au plus tôt dans le commentaire de Porphyrion (IIIe ou IVe siècle).

### Présentation de chaque épode
La variété des thèmes du recueil rend difficile toute tentative de résumé : chaque épode est donc présentée ci-après avec, dans l'ordre : son numéro, son titre, éventuellement le genre auquel elle se rattache, le nombre de vers, les mètres utilisés, et, le cas échéant, la date supposée de composition et les sources identifiables.

#### I «À Mécène»

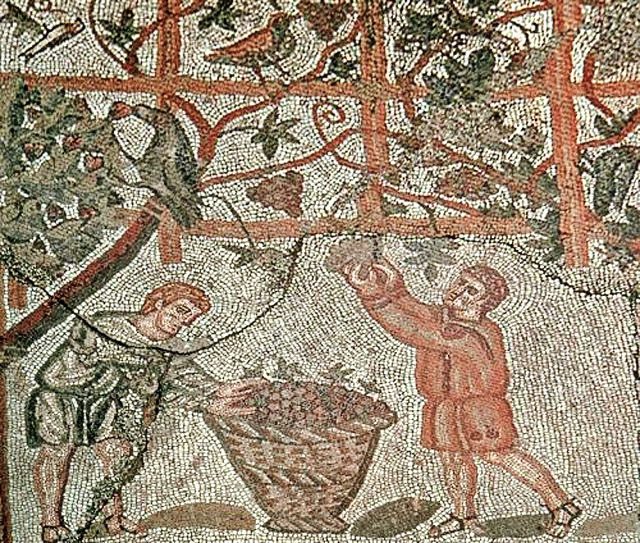
Vendanges, mosaïque romaine de Césarée de Maurétanie, aujourd'hui Cherchell, Algérie.

Propempticon de 34 vers en trimètre et dimètre iambiques, composés vers 31 av. J.-C.. Horace exprime ses craintes de voir son ami partir à la guerre et propose de se joindre à lui ; il espère ainsi être digne de son amitié, mais refuse à l'avance toute largesse financière.

#### II «Alfius»
Μεμψιμοιρία (mempsimoiria, « plainte sur son propre sort ») sous forme d'idylle de 70 vers en trimètre et dimètre iambiques. Le personnage d'Alfius, usurier connu de ses contemporains, chante longuement les charmes de la vie à la campagne. Dans les quatre derniers vers, le poète signale qu'Alfius n'a toujours pas quitté la ville où il continue son activité lucrative.

#### III «À Mécène»
22 vers en trimètre et dimètre iambiques, en forme d'épigramme. Le poète se plaint de l'ail, aussi puissant qu'un poison, et conseille à Mécène d'éviter d'en consommer, sous peine de se voir repousser par sa maîtresse.

#### IV «Contre un parvenu»
20 vers en trimètre et dimètre iambiques, composés vers 37 ou 36 av. J.-C.. Le dédicataire de cette épode n'est pas clairement identifié : un amiral de Pompée nommé Ménas, ou bien Védius Rufus ; il semble en tout cas qu'Horace s'adresse à une personne précise. Le poème s'attaque à un affranchi enrichi et parvenu, comme Horace, au grade de tribun militaire. Sans que l'on sache précisément ce que le poète lui reproche (on a même suggéré qu'Horace mettait ces vers dans la bouche d'une femme), c'est le portrait d'un nouveau riche orgueilleux et ostentatoire qui est dressé.

#### V «Contre Canidie»
102 vers en trimètre et dimètre iambiques. À l'aide d'autres sorcières, Canidie s'apprête à tuer un enfant pour faire revenir à elle son amant Varus. C'est le garçon qui ouvre le poème par la mise en situation, puis le clôt par ses malédictions. Au centre de la pièce, Canidie prononce 32 vers et en appelle, après ses compagnes, à la Nuit et à Diane.

#### VI «Contre un poète médisant»
16 vers en trimètre et dimètre iambiques. Le poème est une réponse à un poète qui aurait attaqué Horace, qui se répand à son tour en menaces. Ce poète qui n'est pas nommé pourrait être Mévius, attaqué dans l'épode X, ou Bavius qui, avec le premier, est attaqué aussi par Virgile dans la troisième Bucolique. Il se réfère directement à Archiloque et Hipponax, et prétend ne pas leur céder en audace et en virulence.

#### VII «Au peuple romain»
20 vers en trimètre et dimètre iambiques. Il s'agit de l'une des plus anciennes épodes, puisqu'elle a été écrite peu après Philippes, au début des années -30. Le poème suit la reprise des hostilités et le retour des horreurs de la guerre civile, qui ensanglantent le peuple romain et menacent la survie de la Cité. Cette fureur est vue comme une expiation du meurtre de Rémus par Romulus. Jamais Horace ne s'exprime avec autant d'amertume et de déception face à l'extension de l'empire.

#### VIII «Contre une vieille lubrique»
20 vers en trimètre et dimètre iambiques. Horace s'adresse à une vieille femme de la haute société à qui il a été incapable de faire l'amour. Il lui reproche son appétit sexuel démesuré et décrit avec dégoût son corps décrépit.

#### IX «À Mécène»
38 vers en trimètre et dimètre iambiques, composés en 31 av. J.-C.. Pendant que Mécène participe à la bataille d'Actium, Horace, resté en Italie, prépare le banquet destiné à célébrer la victoire. L'épode est donc certainement écrite après cette bataille, mais probablement alors que Cléopâtre est encore en vie.

#### X «Contre Maevius»
Propempticon inversé de 24 vers en trimètre et dimètre iambiques, imités d'Hipponax (115). Mévius est un poète qui aurait attaqué Virgile ; Horace, le voyant partir en bateau, lui souhaite de mourir en mer.

#### XI «À Pettius»
Poème proche de l'élégie, de 28 vers en trimètre iambique et élégiambe, composés vers 34 av. J.-C., imités d'Archiloque (196a). Horace se plaint de ne plus écrire de vers, tant son esprit est occupé par l'amour. S'il a cessé d'aimer Inachia, et malgré la honte qu'il ressentit quand tout le monde se moquait de son amour, il espère qu'une nouvelle flamme viendra le délivrer de son attachement actuel pour Lyciscus.

#### XII «Contre une autre vieille»

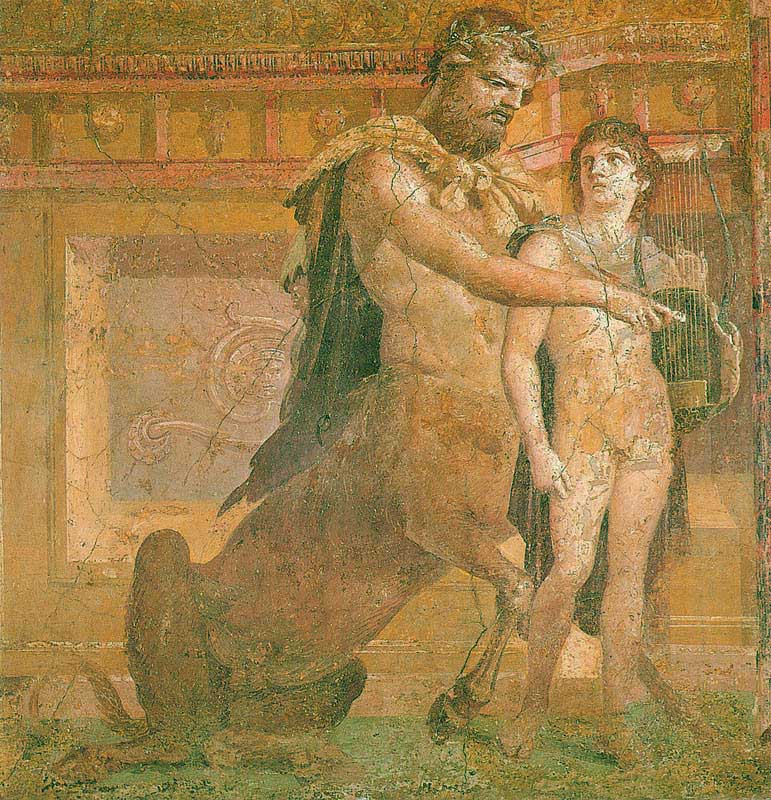
Chiron enseigne la musique à Achille, fresque de la basilique d'Herculanum, avant 79, musée archéologique national de Naples.

26 vers en hexamètre et tétramètre dactyliques. Le poète raille une vieille femme lubrique avec qui il n'a pas pu faire l'amour. Elle le maudit en retour et lui reproche de mieux satisfaire les jeunes gens avec qui il a des relations.

#### XIII «À ses amis»
18 vers en hexamètre dactylique et iambélégiaque. Horace engage ses amis à oublier la vieillesse qui arrive dans les plaisirs du vin et de la musique. Il place les mêmes conseils dans la bouche du centaure Chiron, qui rappelle à Achille sa mort prochaine devant Troie.

#### XIV «À Mécène»
16 vers en hexamètre dactylique et dimètre iambique, composés en 32 av. J.-C., imités d'Archiloque (215). Horace s'excuse de ne plus écrire d'iambes, puisqu'il est torturé par son amour pour l'infidèle Phrynè, comme Anacréon le fut, et comme Mécène l'est aussi.

#### XV «À Néère»
24 vers en hexamètre dactylique et dimètre iambique. Horace déplore l'inconstance de la femme qu'il aimait et qui lui avait promis un amour éternel, et rit à l'avance de son amant actuel, qui sera bientôt délaissé lui aussi.

#### XVI «Au peuple romain»

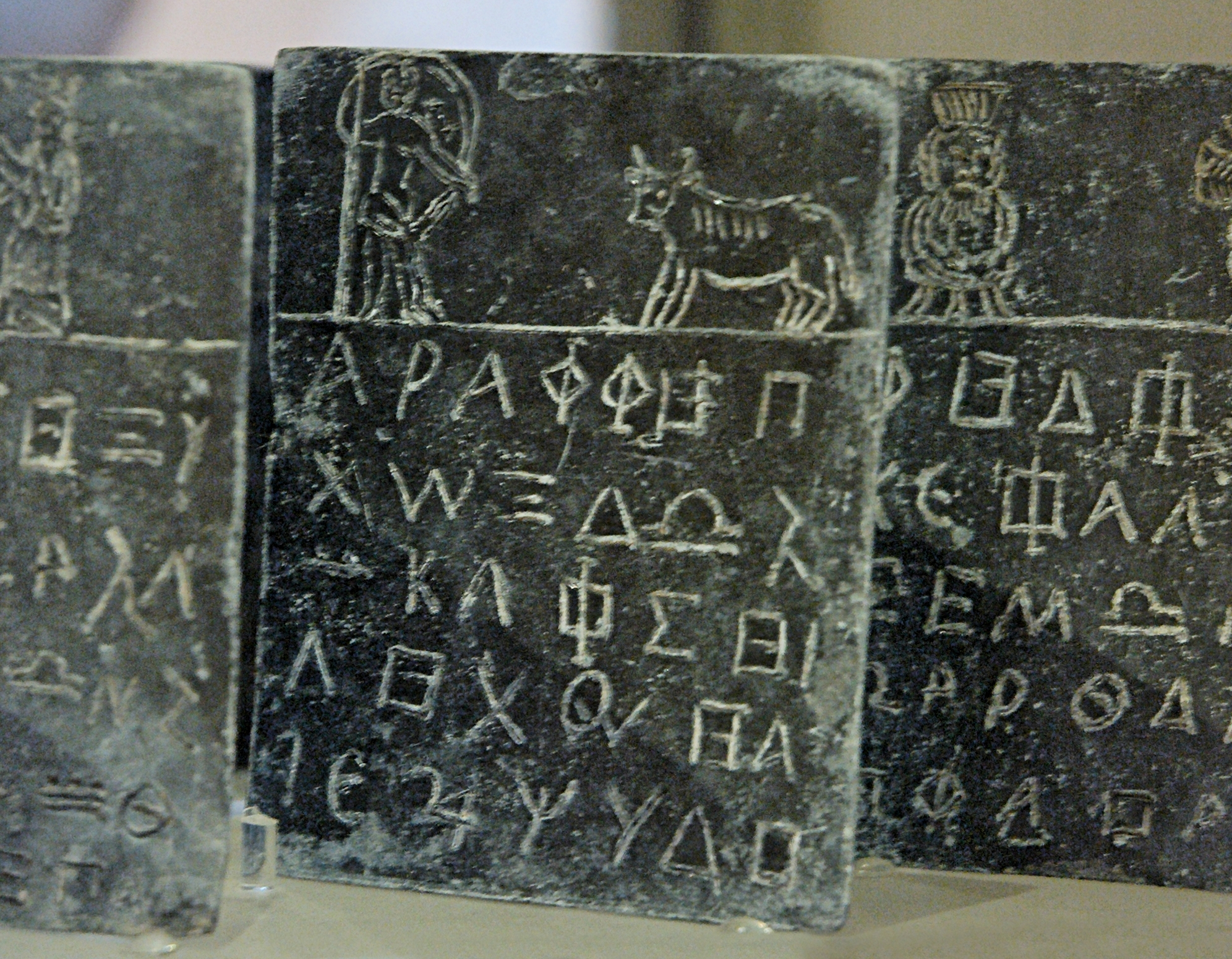
Livre de magie, formé de sept pages, en plomb, comparable à celui de Canidie dans l'épode XVII ;, origine inconnue, musée des Thermes de Dioclétien.

66 vers en hexamètre dactylique et trimètre iambique, composés vers 40 av. J.-C.. Horace déplore les guerres civiles interminables qui dévastent Rome. Face aux dangers extérieurs plus graves qui menacent de détruire complètement la Cité, il enjoint aux meilleurs de ses compatriotes de quitter l'Italie et de trouver un territoire vierge où s'installer.

#### XVII «À Canidie»
81 trimètres iambiques, composés vers 36 ou 35 av. J.-C.. Horace se plaint à Canidie du sort qu'elle lui a jeté et confesse son immense pouvoir magique ; il la supplie de relâcher son emprise sur lui et promet de chanter dans ses vers sa science et sa vertu. Dans sa réponse, Canidie refuse sèchement et proclame sa puissance.

## Sources
La critique s'est longtemps divisée en deux thèses sur l'origine des Épodes : les uns y voient l'influence primordiale de l'iambe archaïque, à la suite d'Archiloque ; d'autres attribuent à Horace une volonté d'imiter Callimaque de Cyrène dans une sorte d'exercice poétique à la mode hellénistique proche des poètes nouveaux. Pourtant, le poète revendique se nourrir à ces deux sources : dans la sixième épode, il se compare à Archiloque (« comme frappa le traître Lycambe, son gendre offensé ») et à Hipponax, tout en imitant le treizième iambe de Callimaque. Ailleurs, dans les Épîtres (I, 19), il se compare à nouveau à Archiloque, mais refuse de s'attaquer avec férocité à un individu comme le fait son modèle ; ainsi déjà Callimaque (premier iambe), tout en imitant Hipponax, en retire toute violence. Cette double imitation a permis de qualifier les Épodes de « archiloquianisme alexandrin ».

### Archiloque et les iambographes archaïques

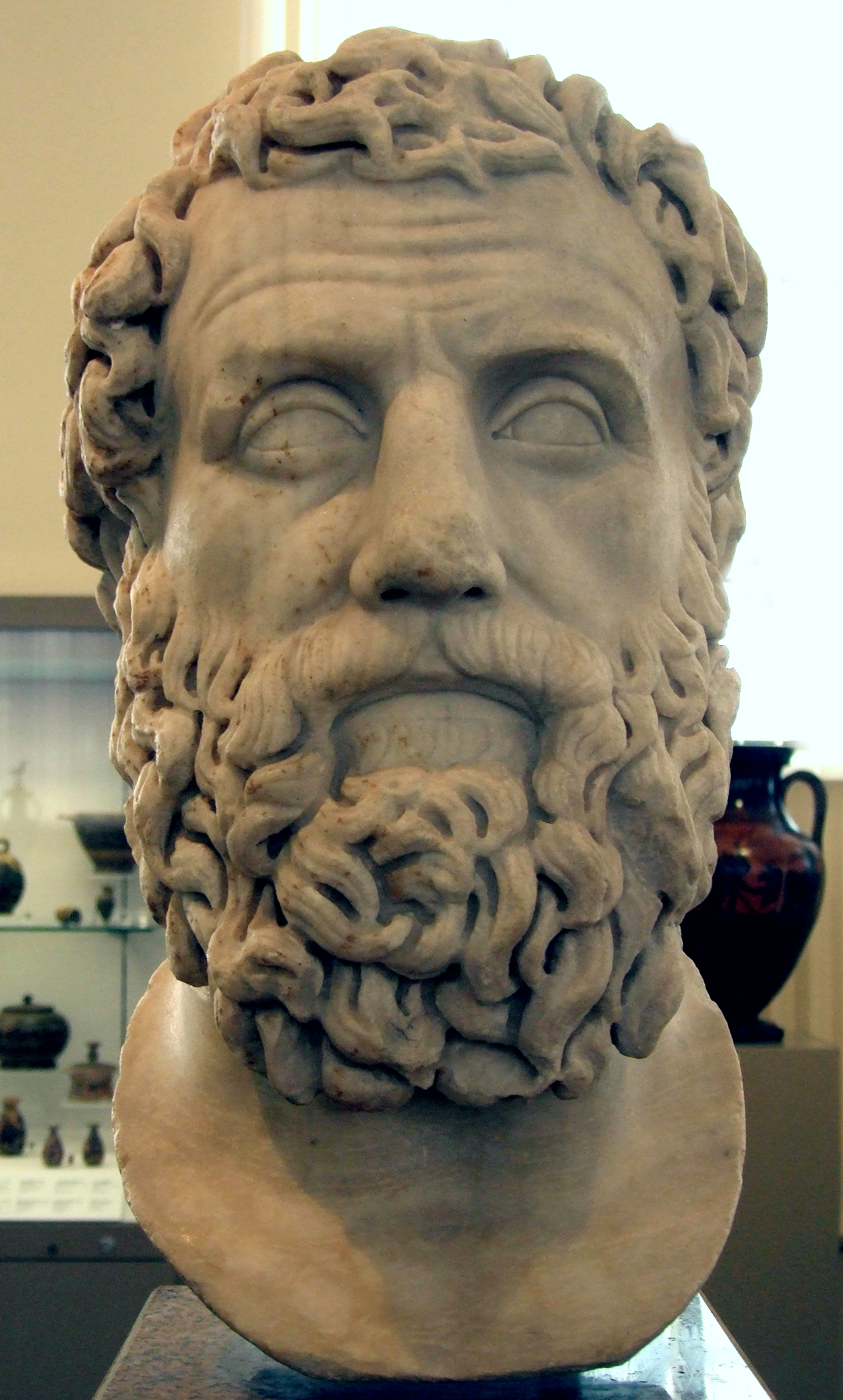
Portrait supposé d'Archiloque, copie romaine du IIe siècle apr. J.-C. d'après un original grec du, musée des beaux-arts Pouchkine.

Archiloque, poète grec de Paros du VIIe siècle av. J.-C., est tenu pour l'inventeur de l'iambe. Horace fait clairement référence à lui, et plusieurs citations lui sont empruntées,. La référence à Hipponax est plus discrète, certainement parce qu'Horace souhaite marquer son indépendance vis-à-vis des poètes hellénistiques, qui ont beaucoup imité l'iambographe grec.
Les caractéristiques du genre sont reprises par Horace. L'invective et le blâme, bien sûr, expriment la colère qui l'anime. Mais aussi l'obscénité marquée par des mots crus, des métaphores animales insultantes et des personnages interlopes (prostituée âgée, fellatrix). Ces attaques s'étalent sur une échelle allant de la tendre raillerie (III, XIV) à l'invective violente (IV, XII), et n'épargnent pas le poète lui-même. Comme ses prédécesseurs grecs, c'est-à-dire Archiloque, mais aussi Tyrtée et Callinos, Horace n'hésite pas à s'adresser à ses concitoyens et à leur adresser des reproches (VII, XVI) ; il les avertit de leurs fautes morales et proclame la malédiction du meurtre de Rémus par Romulus qu'ils ont à expier. Les similitudes de son discours politique avec celui de Solon sont manifestes : cité menacée par des dissensions internes, non par un danger extérieur, mais aussi adresse à l'ensemble de ses concitoyens dans un discours non partisan (du moins pour les épodes les plus anciennes). Enfin, le regroupement des poèmes selon leur mètre suit la tradition d'Archiloque et d'Hipponax.
En revanche, Horace prétend innover en abandonnant l'attaque personnelle d'Archiloque contre sa promise Néoboulê et le père de celle-ci, Lycambe, pour introduire des sujets romains plus sociaux : le destinataire change dans chaque pièce.

### Callimaque
La dette d'Horace envers Callimaque est moins clairement revendiquée, mais tout aussi importante. La première caractéristique du poète alexandrin est une modération dans l'invective : agressivité très adoucie (III), absence de cible claire qui affaiblit les menaces du poète (VI), parodie qui amuse plus qu'elle n'attaque (XVII). Certains thèmes développés dans les Épodes ne peuvent trouver leur source dans les poètes archaïques, comme le tourment amoureux, proche de l'élégie (XI). Ce mélange des genres, revendiqué par Callimaque, est assez marqué dans la seconde moitié du recueil ; si les épodes XI à XVII se démarquent des dix premières par le mètre, où l'hexamètre prédomine, Horace y fait apparaître une sentimentalité proche de l'érotique hellénistique et de l'élégie romaine. Bien plus, il met en scène son éloignement de la thématique des iambes vers de nouveaux horizons littéraires. Le nombre de dix-sept épodes pourrait être une imitation des dix-sept Iambes de Callimaque ; bien que cette œuvre ne nous soit parvenue que de manière très fragmentaire, un sommaire permet d'établir des correspondances intéressantes entre les quatre dernières pièces des deux recueils : homoérotisme (iambe XIV de Callimaque et épode XIV d'Horace), mentions des Dioscures et d'Hélène (XV), peut-être des citations,.

### Catulle et les poètes nouveaux

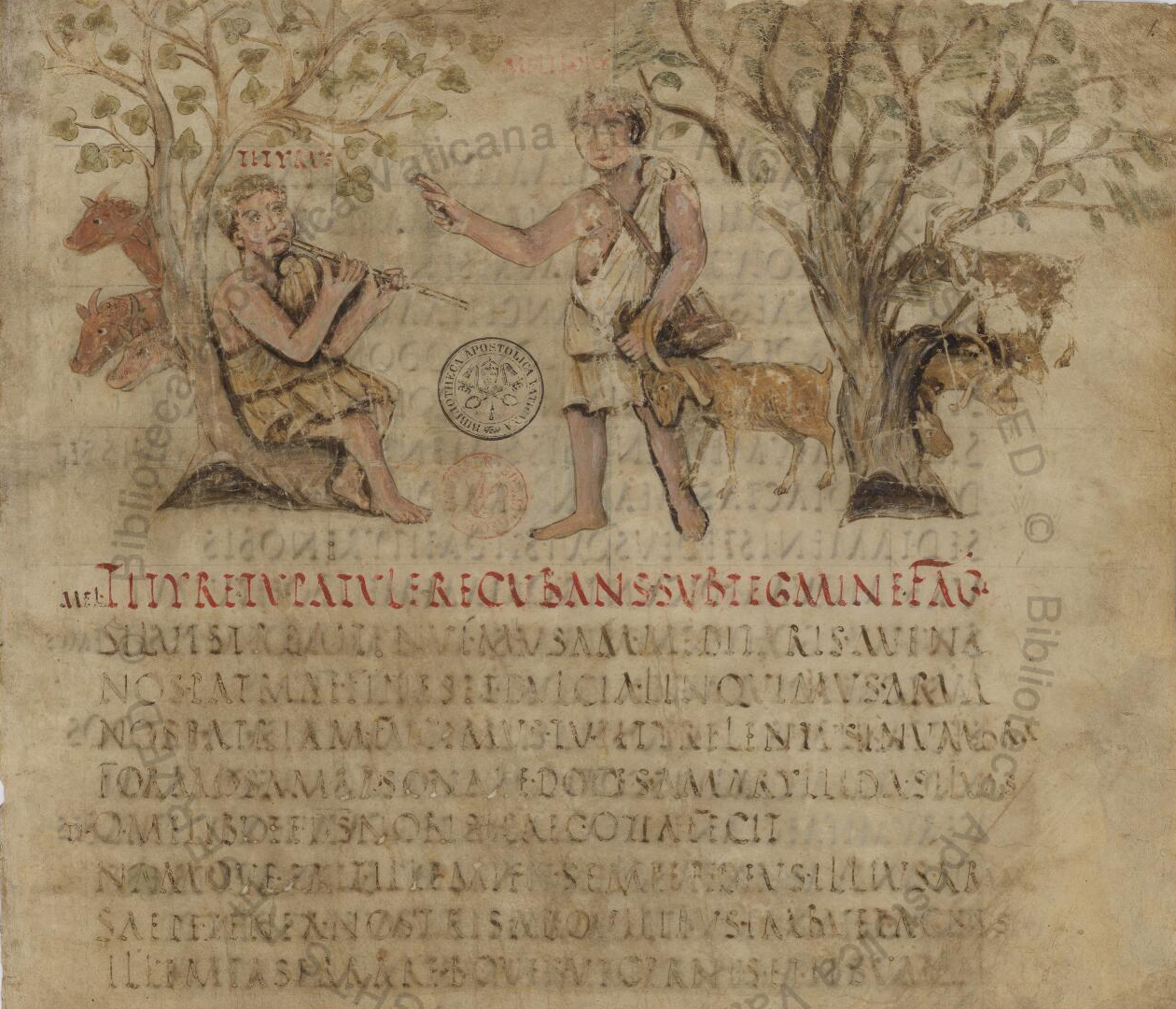
Tityre et Mélibée, les deux bergers de la première bucolique de Virgile, folio 1 recto du Vergilius romanus, V.

L'influence de Catulle et des poètes nouveaux est plus difficile à juger, mais affirmée avec force par certains chercheurs. De fait, Catulle imitant lui aussi Archiloque et Callimaque, il est difficile de savoir si c'est par son truchement qu'Horace s'inspire des poètes grecs. Quelques traits semblent pourtant rapprocher les deux poètes latins : la variété des mètres et des thèmes, un réalisme dans la diction, des termes sexuels pris dans leur sens propre et comme insultes en même temps. Mécène lui-même est un admirateur de Catulle, et les épodes les plus catulliennes (III et XIV) sont dédiées à son protecteur. L'influence de Catulle se retrouve également dans la violence des épodes érotiques (VIII, XI, XV).

### Virgile et lesBucoliques
Enfin, sans être une source, les Bucoliques ont certainement influencé la composition du recueil. Horace les lit certainement au fur et à mesure de leur composition et de leur diffusion dans le cercle de Mécène, avant leur publication en 37 av. J.-C. On y retrouve l'emploi d'un genre grec en partie détourné pour exprimer les préoccupations politiques d'une époque, et un ensemble de thèmes éparpillés dans les pièces. Les deux poètes s'interrogent sur le statut et les devoirs du poète dans une période instable de difficultés politiques. La deuxième épode emprunte son genre idyllique et une douzaine d'allusions à Virgile.

## Structure du recueil

### Variété du genre
L'iambe est depuis son origine caractérisé comme un genre agressif et nourri par la colère : il attaque, il injurie, il moque les femmes et atteint l'ordure dans des invectives à thématique sexuelle. La variété des thèmes, des problèmes de digestion (III) au destin du peuple romain (XVI), de l'impuissance sexuelle (VIII) aux plaisirs de la vie rustique (II), est une composante du genre, déjà présente chez Archiloque et Callimaque.
Malgré le titre et la filiation revendiquée à Archiloque, il faut reconnaître que toutes les pièces ne sont pas des épigrammes de la violence haineuse qui habite les poèmes grecs.

### Analyse métrique
Une première manière d'organiser les poèmes est de regarder leur mètre : les dix premières pièces alternent le trimètre et le dimètre iambiques. Les six pièces suivantes, construites sur des mètres variés, utilisent toutes l'hexamètre dactylique. La dix-septième épode, enfin, en trimètre iambique, est la seule à ne pas proposer l'alternance entre un vers long et un vers plus court.

#### Épodes I à X
Les dix premières pièces emploient un distique composé d'un trimètre et d'un dimètre iambiques. Il semble qu'Horace soit le premier à avoir adapté d'Archiloque en latin ce type de distique,,. Ces vers se scandent ainsi :
x UU U UU x| UU U| — x — U —
x UU U — x — U —
La césure la plus usuelle est la penthémimère (après le cinquième demi-pied), mais on rencontre fréquemment la césure hephtémimère (après le septième demi-pied). Les résolutions, c'est-à-dire les substitutions d'un pied par un autre, sont rares.

#### Épodes XI à XVI
Le distique de la onzième épode (trimètre iambique et élégiambe, c'est-à-dire un vers asynartète composé du premier hémistiche penthémimère d'un hexamètre dactylique, suivi d'un dimètre iambique) est une invention d'Archiloque et est nommé second archiloquien :
x UU U — x| — U| — x — U —
— U U — U U —|| x — U — x — U —
Le distique de la douzième épode, nommé premier archiloquien, est constitué d'un hexamètre dactylique, suivi d'un tétramètre dactylique catalectique, et est également présent chez Archiloque :
— UU — UU —| UU — UU — U U — —
— U U — UU — U U — —
Quant à la treizième épode, si son distique, composé d'un hexamètre dactylique et d'un iambélégiaque (vers asynartète composé d'un dimètre iambique et d'un penthémimère dactylique, et appelé troisième archiloquien), est absent des fragments qui nous sont parvenus, c'est le grammairien Diomède qui en attribue l'invention à Archiloque :
— UU — UU —| UU — UU — UU — —
x — U — x — U —|| — U U — U U —
Est attesté chez l'iambographe grec le distique des épodes XIV et XV (hexamètre dactylique et dimètre iambique), appelé premier pythiambique :
— UU — UU —| UU — UU — U U — —
x UU U UU x UU U —
Le seul modèle d'épode qui ne se trouve pas inspiré d'Archiloque est donc celui de la seizième pièce, appelé second pythiambique (hexamètre dactylique et trimètre iambique pur, c'est-à-dire sans résolution), qui paraît trouver son origine chez des épigrammatistes hellénistiques :
— UU — UU —| UU — UU — UU — —
U — U — U| — U| — U — U —

#### Épode XVII

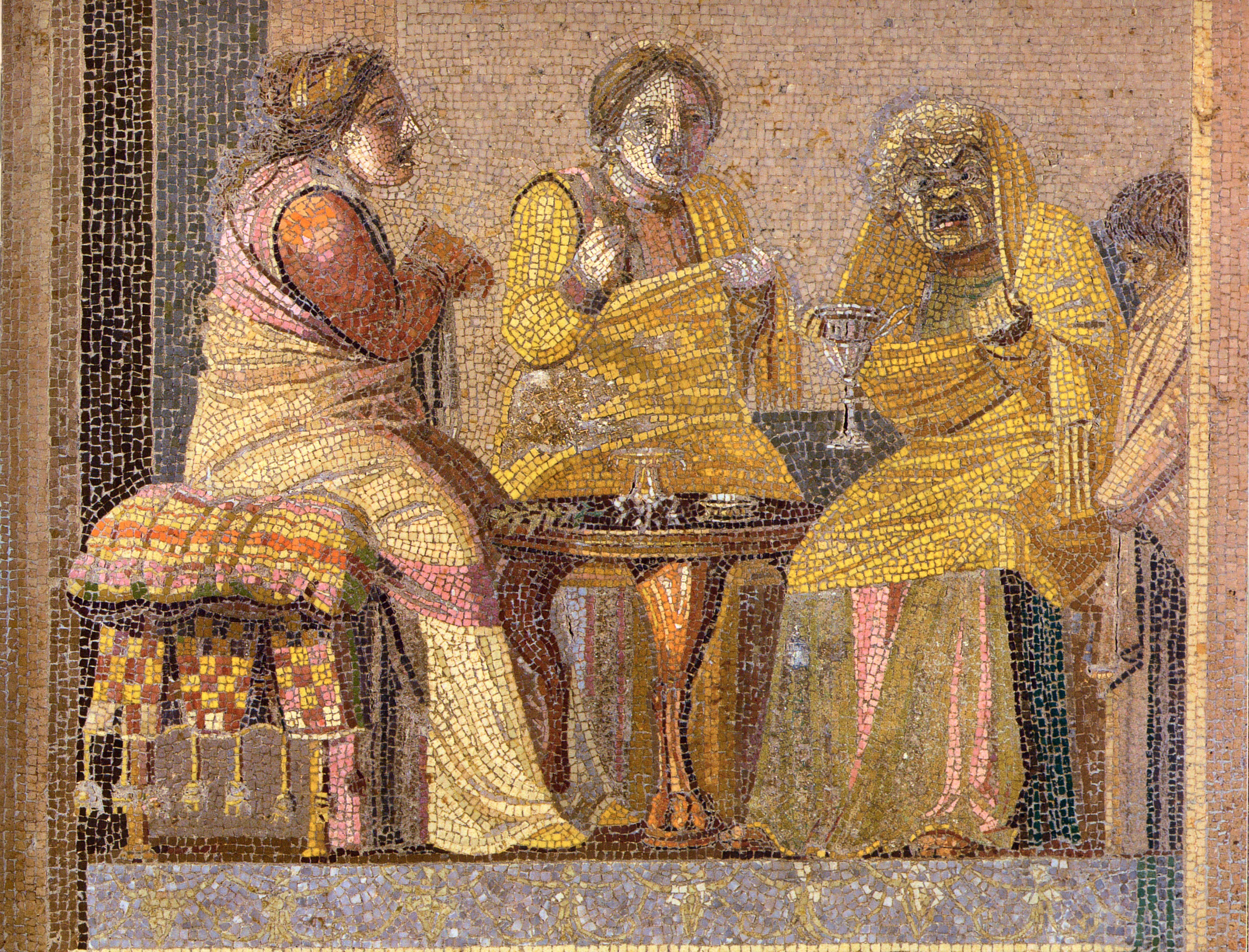
Scène de comédie : une visite chez la magicienne ; mosaïque de Dioscoride de Samos,, villa de Cicéron, Pompéi, musée archéologique national de Naples.

C'est le seul poème stichique, c'est-à-dire construit sur un seul mètre (le trimètre iambique). Il est attesté chez Archiloque, Sémonide, Callimaque, Catulle et Varron. C'est habituellement le vers des parties parlées des pièces de théâtre : le poème, composé des deux répliques d'Horace et de la sorcière Canidie, ressemble effectivement à une scène de comédie.
x UU U UU x| UU U| UU x — U —

### Architecture du recueil
La question de l'organisation du recueil est centrale et a, jusqu'à récemment, tant mobilisé la critique que les autres aspects de l'œuvre ont parfois été traités de manière secondaire : la notice de l'édition de François Villeneuve se borne à tenter de classer les poèmes, Henri Hierche y consacre trois des cinq chapitres de son étude. De fait, Horace agence ses poèmes différemment de l'ordre chronologique de leur composition, et manifeste le souci d'organiser un recueil qui commence par Ibis (« Tu iras ») et se termine par exitus (« sortie »). Aussi, de nombreuses hypothèses ont-elles été émises sur l'architecture interne des Épodes, à commencer par leur nombre étrange de dix-sept, qui a pu être inspiré par les Iambes de Callimaque, peut-être au nombre de dix-sept. L'hypothèse que le recueil rassemblerait des pièces de jeunesse variées est désormais condamnée : malgré leur hétérogénéité, les pièces réunies forment un tout.

#### À la recherche d'une unité
Les hypothèses tentant de réunir les poèmes dans une unité thématique sont nombreuses : biographisme qui interprète toutes les épodes comme des références à des événements de la vie d'Horace, variations sur le force et la faiblesse, mouvement d'humeur de la joie à la tristesse, analyse du nombre de vers pour trouver des nombres à forte valeur symbolique. La recherche de cette voix particulière du poète a produit des résultats mitigés dont les conclusions sont rarement reprises par les auteurs ultérieurs. Les commentateurs les plus récents tendent donc à renoncer à trouver une unité à l'ensemble des pièces, pour se concentrer sur quelques remarques qui mettent au jour des connexions entre les poèmes.
Les poèmes peuvent aussi être couplés en fonction des thèmes : bataille d'Actium (I et IX), guerre civile (VII et XVI), relation privée avec Mécène (III et XV), etc. Les associations possibles sont nombreuses, à l'exception de l'épode IX, centrale, qui paraît à la fois isolée et dominant le reste du recueil.

#### Linéarité et circularité
Il est probable que le recueil est, dans un premier temps, destiné à une lecture publique intégrale : les 625 vers de l'ensemble représentent une longueur équivalente à un chant d'épopée. Cette lecture séquentielle permet de découvrir dans l'œuvre des effets de surprise : l'auditeur ne sait pas de quelle guerre il est question dans les épodes I, IV et VII, avant que l'épode IX ne dévoile la figure de Cléopâtre et le contexte de la bataille d'Actium. De nombreuses références à des épodes précédentes parsèment les poèmes et les événements décrits peuvent être suivis de manière chronologique.
Une autre manière linéaire de lire les Épodes est de se pencher sur les motifs qui lient chaque poème au suivant,. Le bonheur simple de posséder une ferme est inscrit à la fin de la première épode, et développé dans l'essentiel de la suivante. Les « herbes » assurent la connexion entre les épodes II et III. Des références aux chiens (répétition de « loups » et « chiens », nom de la sorcière Canidie) parsèment les poèmes IV à VI. Les pièces V à IX commencent toutes par une question. La description sexuelle dégradante de l'épode VIII se poursuit, édulcorée, dans l'évocation de Cléopâtre. Les épodes XV et XVI partagent l'idée de cyclicité : la première finit par « vicissim risero » (« à mon tour, je rirai ») et la seconde commence par « Altera iam » (« Une autre [génération] encore »).
Pour William Fitzgerald, une « circularité sans espoir [...] est typique du recueil » : il cite l'exemple du quinzième poème où Horace s'adresse à l'homme qui l'a remplacé dans le lit de Néère, et se moque de lui qui sera à son tour abandonné par cette femme « fidèle ». Ainsi, le thème de la promesse non-tenue, déjà présent dans la pièce XIV, où Horace s'excuse de ne pas avoir fourni à Mécène les iambes qu'il s'était engagé à écrire, rejaillit dans l'infidélité de Néère. Ailleurs, la tempête qu'il appelle sur Maevius (X) et qui doit « briser les chênes » trouve bientôt le poète comme victime, défavorablement comparé au jeune Amyntas, « plus solide […] qu'un jeune arbre »,. Cette circularité permet de montrer les différents aspects du poète et les différentes fonctions de l'homme, à la fois poète puissant et citoyen passif face aux troubles de Rome.

### Langue et style
La langue des Épodes peut être qualifiée d'« intermédiaire » : elle se situe en effet à mi-chemin entre le registre élevé de l'épopée ou de la tragédie, et une langue familière issue de la prose ou du latin parlé. Le texte est nourri de néologismes souvent calqués sur le grec et contient quelques archaïsmes. À l'inverse, de nombreux emplois de la langue parlée ont pu être relevés et des citations reprises de la comédie nouvelle, et notamment de Térence.

## Cibles des attaques
Dans un contexte politique d'apaisement, et après l'amnistie dont il a bénéficié après son engagement pour les Républicains, Horace ne pouvait pas se permettre d'invective politique, comme Catulle le fit avant lui ; même attaquer ses ennemis trop directement était dangereux. À l'exception de Canidie, il paraît difficile pour nous de comprendre contre qui ces attaques sont dirigées, même si certains contemporains devaient être capables d'identifier ces cibles. Il convient donc de lire les Épodes avant tout comme des critiques de vices collectifs.

### Canidie et les femmes
Canidie (en latin : Canidia) est un personnage de sorcière, d'origine napolitaine d'après Porphyrion, récurrent chez Horace, qui apparaît dans les épodes III, V et XVII. Avec sa sortie à la fin de la dernière épode, Canidie quitte définitivement l'œuvre d'Horace où elle ne réapparaît plus. Elle semble une « anti-muse », condamnant le poète à la composition de poèmes futiles. Elle forme ainsi avec Mécène un couple antithétique ; cette relation est marquée par la répétition de l'expression « satis superque » (« assez et plus encore ») associée aux largesses du patron dans la première épode du recueil, et aux peines reçues de la sorcière dans la dernière. Elle tient une place de choix, puisque c'est elle qui clôt les Épodes ; comme dans les Satires, c'est ce double patronage qui encadre le recueil. Son nom mêle plusieurs attributs : la vieillesse (canities (« blancheur des cheveux »)), la chienne (canis), mais aussi le chant (canere).
Le chien est en effet souvent associé à la sorcière : dans l'épode V, coiffée de serpents comme une Furie, elle utilise pour sa magie noire des « os retirés des mâchoires d'une chienne à jeun » et envoie ses chiennes la représenter auprès de son amant perdu Varus. La colère de Canidie s'accompagne de désir.
Le pouvoir de Canidie est vu par les yeux d'un homme impuissant : Horace, « les os couverts d'une peau livide », la supplie de relâcher l'envoûtement qui l'accable ; le vieillard Varus et l'enfant à sacrifier ne peuvent pas la détourner de sa magie noire. Cette impuissance de l'homme (impotentia) trouve son acceptation sexuelle dans les épodes VIII et XII. Dans toutes ces pièces, c'est l'impuissance sexuelle de l'homme qui le pousse à accuser la femme de ne pas l'exciter (« moi qui ne suis pas un jeune homme ferme ») ou de lui être infidèle (XV). Ces reproches dégénèrent en misogynie : à l'inverse de l'épouse aimante et fidèle, à peine mentionnée dans l'épode II, la figure détestable de Canidie, danger pour la stabilité des familles romaines, se retrouve dans Cléopâtre qui a amolli sous sa coupe de braves soldats romains (IX). La mollesse des hommes devient par cet exemple une des causes des guerres civiles.
Un dernier personnage féminin dangereux apparaît dans l'épode XVI, comme parallèle à la dernière épode : il s'agit de Rome, que les hommes forts doivent fuir, alors que les hommes « mou[s] et sans espoir » resteront dans la Cité. Rome apparaît alors comme une « maîtresse indomptable ». Enfin, Canidie est associée à Médée, l'envahisseuse étrangère, et à sa tante Circé qu'un homme valeureux a également dû fuir.

### Crudité

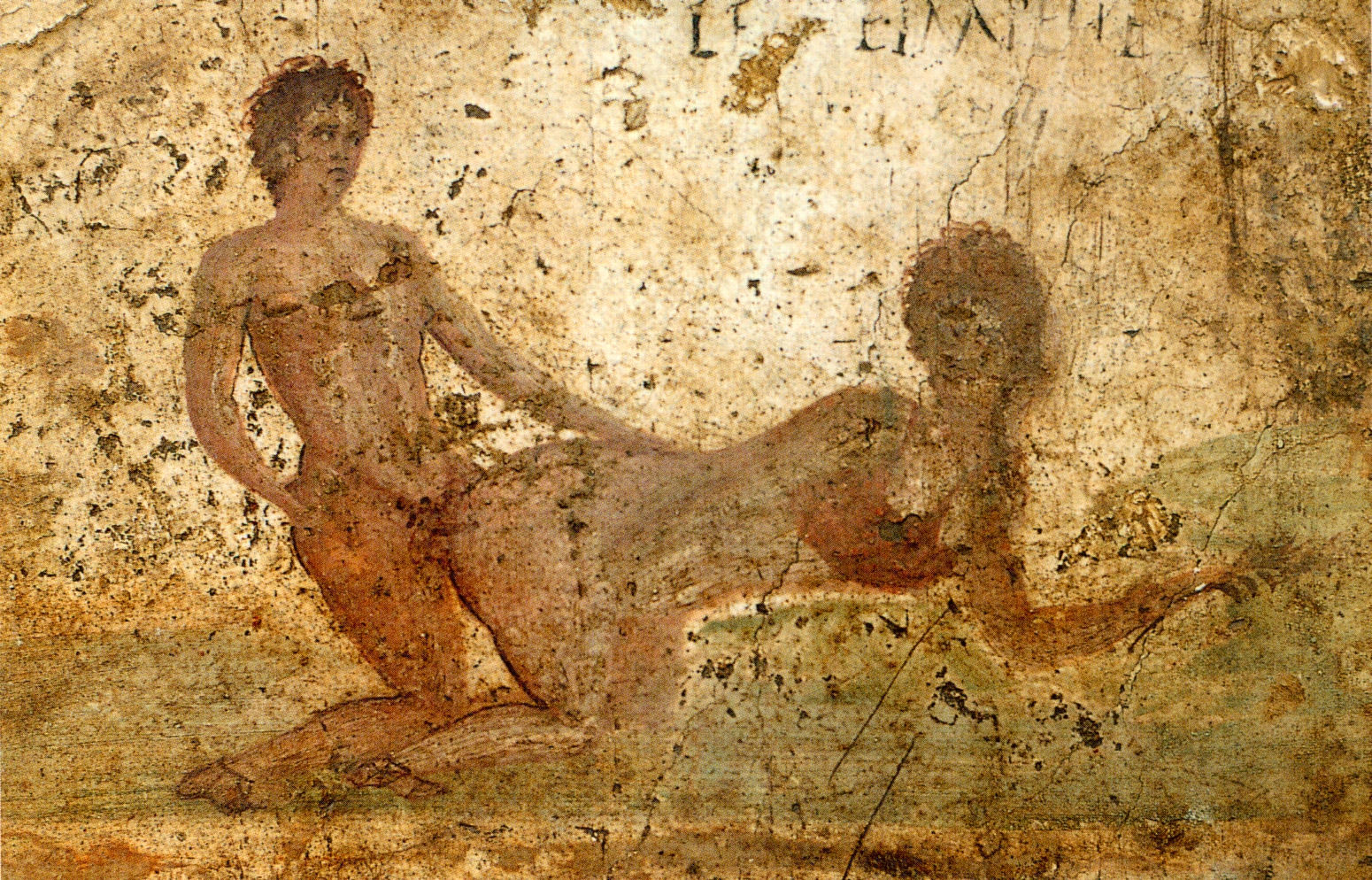
Scène sexuelle, fresque de la taverne (caupona) de Donatus et Verpus ou maison du roi de Prusse à Pompéi, entre 69 et 79, musée archéologique national de Naples.

L'insulte atteint son degré maximal quand elle devient sexuelle : l'αἰσχρολογία (aiskhrologia, « discours outrageant ») est une composante-clé du genre. L'élan sexuel de la vieille femme lubrique de l'épode XII s'accompagne d'une logorrhée au vocabulaire direct.
La crudité met en valeur la masculinité, et cette « diction masculine » met en scène une érotique phallocrate. Des interprétations sur le rôle social ou politique de l'homme ont été faites, mais elles sont aujourd'hui abandonnées au profit d'une lecture littérale violente : l'insulte est un genre performatif, et le propos, au-delà de tout destinataire réel et de toute réflexion plus large, se résume à sa violence. Le poète insulte, se trouve éclaboussé par son insulte, et confronte le lecteur à sa propre image.
La sexualité se vit au-delà de la relation entre deux individus : c'est une compétition qui se joue entre la vieille amante flétrie d'une part, et, d'autre part, les jeunes femmes plus attirantes (Inachia, Lesbia) et les jeunes hommes prêts à tout (Amyntas).

### Magie et magiciennes

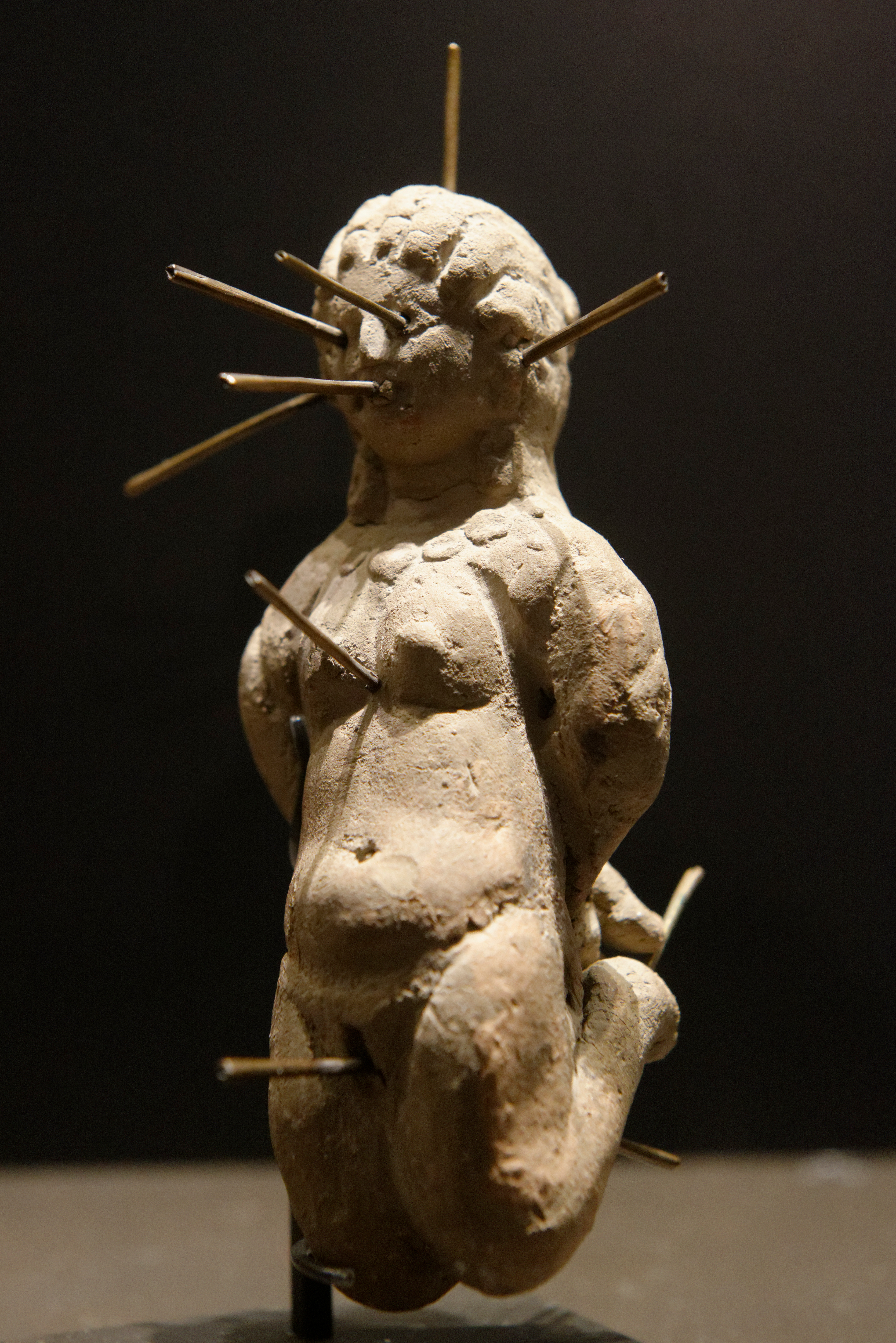
Dagyde en argile, percée de treize épingles de bronze, similaire à celle utilisée par Canidie dans les Satires (I, 8, 30).
Cette poupée a été retrouvée dans un vase de terre avec une tablette de défixion ; IV, Égypte, musée du Louvre.

La magie semble être un sujet d'actualité : punie de mort, la magie a été l'objet, dans les années 30 et 20, de nombreuses mesures visant à en limiter la pratique. Le meurtre d'enfants, dont le foie est utilisé pour préparer des philtres d'amour, comme dans la cinquième épode, est une pratique réelle. Il était courant d'accuser ses adversaires de pratiques magiques : Antoine aurait été empoisonné par Cléopâtre, les Pompéiens ont été accusés par les Césariens de nécromancie. Le nom de Canidia rappelle celui de Publius Canidius Crassus, opposant à Auguste, exécuté après la bataille d'Actium. La place centrale de la magie dans le recueil semble être une innovation d'Horace par rapport à ses modèles grecs.

### Ennemis personnels et vices collectifs
Les éditeurs et commentateurs ont longtemps tenté d'identifier les cibles qui ne sont pas expressément désignées dans les poèmes : l'usurier cupide de l'épode II, le parvenu de IV et le poète médisant de VI. C'est qu'Horace n'attaque pas une personne en particulier, mais une catégorie de personnes, voire un vice en général.

### Le poète comme victime
L'iambe place le poète dans une situation de communication particulière : il parle au sein d'un groupe d'amis dont il partage les valeurs ; les attaques les plus légères sont destinées à ces amis, sur le ton d'une plaisanterie bon enfant. Voilà pourquoi Horace se met souvent en scène dans un banquet (III, IX, XI, XII, XIII). Au sein de ce groupe, le poète investit un personnage ou parle en son propre nom ; il se présente alors souvent sous son pire aspect : trop couard pour accompagner Mécène en bateau vers Actium, il se compare à un « oiseau qui veille avec tendresse sur ses petits » ; il se permet un jeu de mots sur son nom Flaccus (« flasque ») quand son énergie virile lui fait défaut ; il se rit de ses indigestions.

## Les questions d'actualité
Henri Hierche propose comme sous-titre aux Épodes : « Malheurs et turpitudes de ce temps de guerres civiles ». Le recueil est effectivement pour Horace un espace d'expression sur les questions d'actualité qui agitent la période troublée de la fin des guerres civiles et du début de l'autocratie d'Auguste, et l'occasion de s'interroger sur le rôle du poète : « L'exploration de la situation d'Horace comme poète et comme citoyen dans la période des guerres civiles est la question centrale des Épodes. » Si la joie est de mise après la victoire d'Actium (IX), l'épode XVI, qui invite à fuir de Rome, marque l'inquiétude après cette victoire : que va faire Auguste ? Quel autocrate va-t-il être ?

### Guerres civiles et victoire d'Auguste

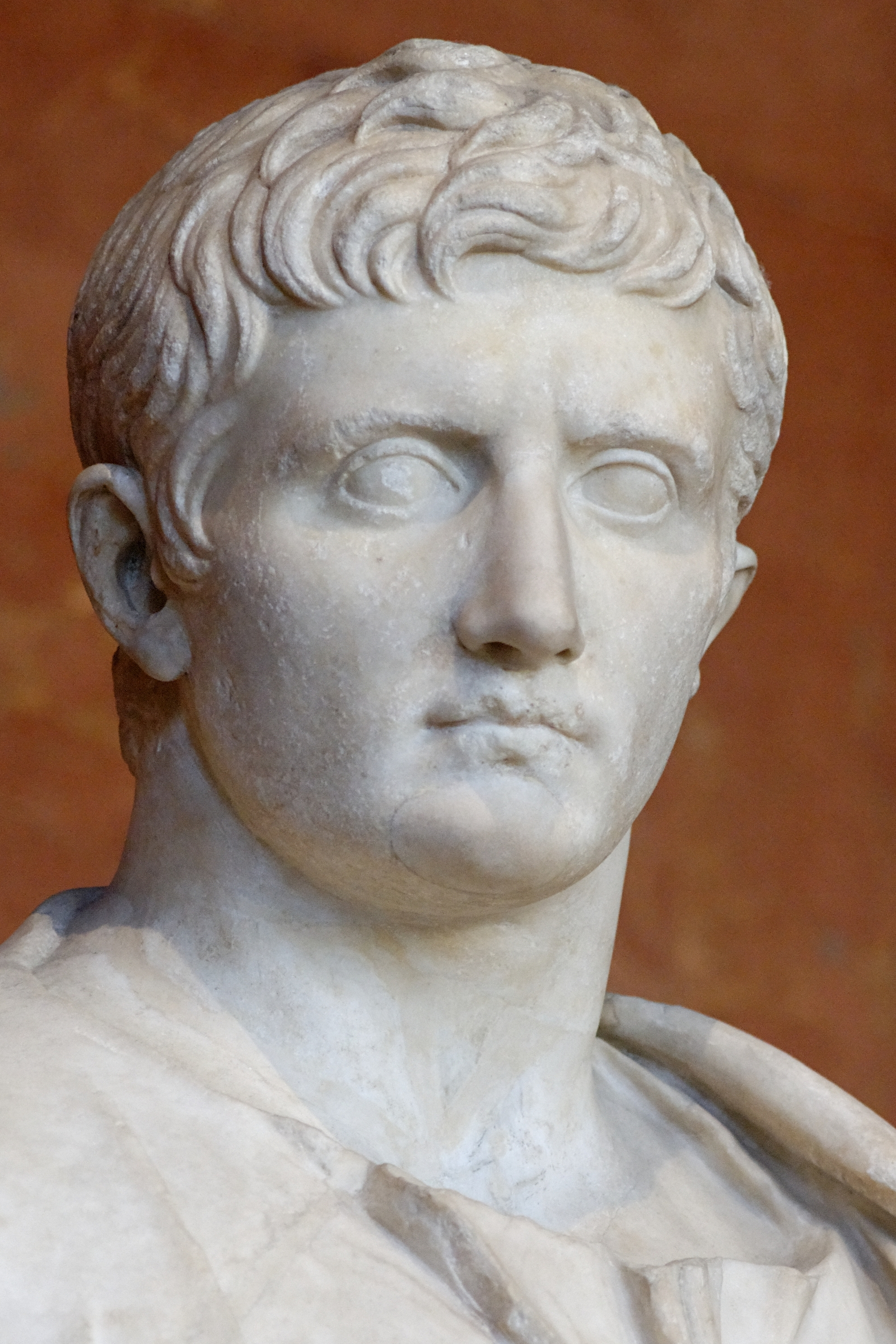
Auguste jeune, années 20 av. J.-C., musée du Louvre.

Dans les plus anciennes épodes, Horace porte un regard très sombre sur la situation de guerre civile permanente, et son appel à fonder une nouvelle Rome est un cri de désespoir. Les deux poèmes qui ont le contenu politique le plus clair, quoique général, et témoignent de l'inquiétude générée par les guerres civiles, sont les épodes VII et XVI : elles sont directement adressées au peuple romain et évoquent les violences de l'époque comme des malheurs inévitables. C'est le « courroux du destin qui poursuit sur les Romains le châtiment d'un fratricide », et la seule chose à faire est de fuir avec femmes et enfants vers les « Îles Fortunées ». Les deux pièces omettent de manière éclatante de citer les responsables de ces troubles, Octavien et Marc Antoine.
Pourtant, Horace se politise peu à peu, et les Épodes sont « indéniablement un élément clé du récit de légitimation de l'autocratie ». L'amitié avec Mécène, qui commence probablement vers 38 av. J.-C., engage Horace dans une relation clientéliste et le force à prendre parti dans la révolte sicilienne qui oppose les triumvirs à Sextus Pompée : l'épode IV, contre un général de ce dernier, montre la supériorité morale d'Octavien.
Les pièces composées en dernier sont les plus partisanes : situé après la bataille d'Actium, le neuvième poème, central, moque les faibles soldats d'Antoine, soumis à Cléopâtre, qui, femme et orientale, réunit les deux attributs de la mollesse.

### Relation à Mécène
L'amitié sincère qui unissait Horace à son protecteur est revendiquée dès la première pièce par sa crainte quand Mécène part pour Actium, et se répète, sur un registre totalement différent, dans l'épode III, où Horace montre son intimité avec son patron par des références triviales aux plats consommés ensemble et aux femmes qui partagent la couche de Mécène. Pourtant, le poète a certainement été accusé de satisfaire un désir d'ambition par cette intimité. L'épode IV, adressée à un parvenu très semblable à Horace (affranchi, comme son père, et tribun militaire), paraît une réponse à ces accusations : on peut s'élever socialement et fréquenter les plus proches de l'empereur sans que ce soit de l'ambition.

### Nouvelles pratiques religieuses
L'hostilité d'Horace au néopythagorisme, présente dans l'ensemble de son œuvre, est particulièrement sensible à ses débuts. La secte connaît alors son apogée et séduit, de concert avec les religions orientales, de larges pans des classes populaires et bourgeoises. Le poète s'en prend particulièrement à la métempsycose, mais d'autres rites effectués par Canidie suggèrent qu'elle appartient à la secte, comme la transformation en étoile (croyance orphique reprise par les pythagoriciens). Enfin, la référence au culte de la déesse thrace Cotys, dont le culte s'était éteint des siècles auparavant, jette l'opprobre sur les religions orientales de manière globale.

## Postérité

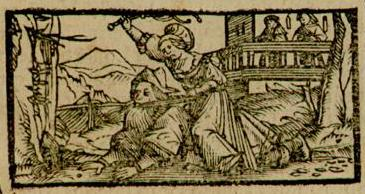
Canidie chevauche Horace ; gravure de la couverture d'une édition latine des Épodes, Bâle, 1517.

Les Épodes constituent une œuvre intermédiaire dans la production d'Horace : il quitte le genre du blâme et de la satire pour s'approcher de la poésie lyrique des Odes, et les deux registres sont encore présents dans ce recueil. Plusieurs chercheurs parlent d'une œuvre expérimentale, d'un « laboratoire ». Le style des Épodes se retrouve dans plusieurs odes, considérées comme les plus anciennes.
De tous les recueils d'Horace, c'est celui qui a le moins retenu l'attention des lecteurs.
Horace semble être le dernier poète iambique : Quintilien ne mentionne aucun iambographe après lui. Un Bassus, peut-être Césius Bassus, ami de Properce et dit « célèbre pour ses iambes » par Ovide, ne nous a rien laissé. Martial, connaisseur d'Horace, semble avoir repris des tournures des Épodes à différents endroits. Mais son imitation la plus claire est l'épigramme III, 58, où, à l'instar de l'épode II, il chante les charmes de la vie rustique. D'une manière générale, il imite plutôt Catulle qu'Horace.
Il semble qu'aucun auteur moderne n'ait imité les Épodes à l'exception d'un livre de Conrad Celtes publié en 1513, auquel il a donné le titre de Liber Epodon. Dans Candide, après un jugement mitigé sur les Odes, Voltaire met ces paroles dans la bouche de Pococurante, qui a déjà éreinté Homère, Virgile et Cicéron : « Je n’ai lu qu’avec un extrême dégoût ses vers grossiers contre des vieilles et contre des sorcières. »
Les chercheurs se sont longtemps concentrés sur les quelques pièces à valeur historique. Un regain pour le recueil délaissé apparaît dans les années 1990, avec la publication de trois commentaires en anglais jusqu'à 2003. Quant aux épodes VIII et XII, sexuellement explicites, il faut attendre les années 1980 pour que la critique s'y consacre. Précédemment, toutes les éditions des Épodes cachent, ou tentent de cacher, ces deux poèmes inconvenants : de nombreuses publications les ignorent tout simplement, certaines les rejettent à la fin des œuvres complètes pour que le lecteur ne les trouve pas.